# 유나이티드 월드칼리지 모스타르

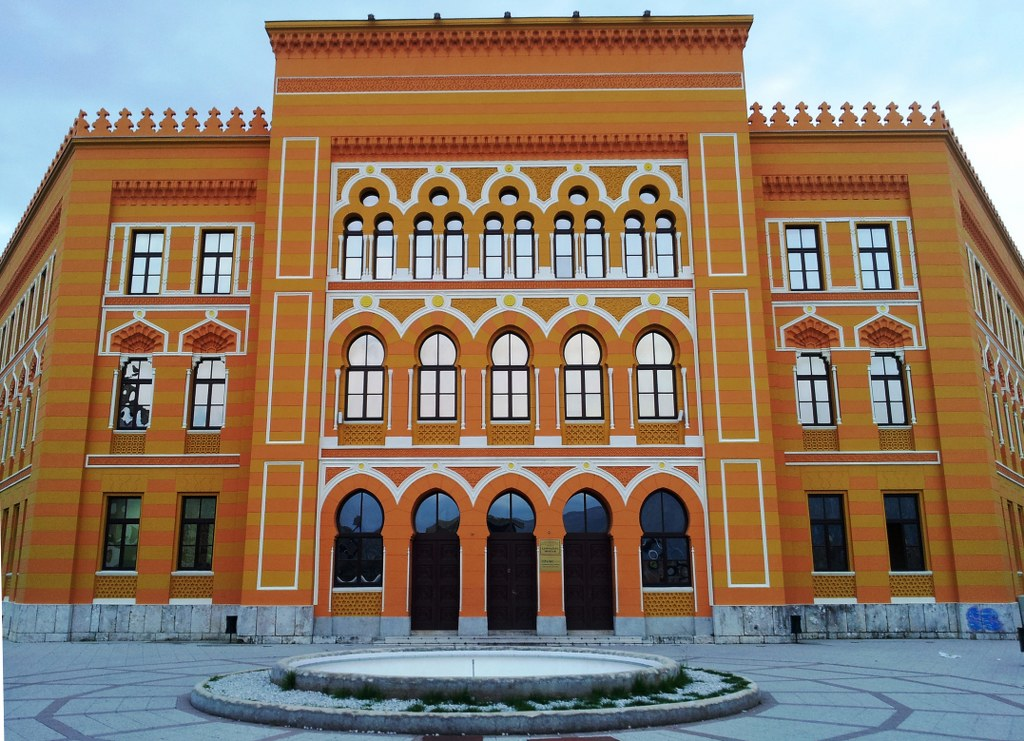

유나이티드 월드칼리지 모스타르(United World College in Mostar)는 보스니아 헤르체고비나의 모스타르에 소재한 국제학교이다.

## 설명
유나이티드 월드칼리지의 분교 중 하나이며 주로 분쟁 지역에 거주하는 학생들이 입학하는 것으로 유명하고, 조선민주주의인민공화국의 김정일 국방위원장의 장손인 김한솔도 이 학교를 졸업했다.

## 같이 보기
- 분류:유나이티드 월드칼리지 모스타르 동문